# 게슈탈트 붕괴
게슈탈트 붕괴(독일어: Gestaltzerfall)는 지각 현상 중 하나이다. 정리된 게슈탈트 붕괴 현상은 사실 심리학 용어가 아니라 일본에서 기원한 용어로, 일본의 문화에 자주 언급됨으로써 퍼져나간 용어이다.
문제의 현상을 정의할 수 있는 심리학 용어에는 의미 포화가 있다. 일종의 미시감으로, 반복되는 신경신호에 의해 피로와 혼란으로 사고력이 둔화되는 것으로 이해할 수 있다. 쉽게 말해 반복적인 무언가를 나에게 주입시킬 때 너무 지겹도록 인식돼서 잘 기억나지 않는 것이다.

## 같이 보기
- 의미 포화